# Jean-Pierre Rambal
Ne doit pas être confondu avec Jean-Pierre Rampal.
Jean-Pierre Marcel Rambal, né le 13 septembre 1931 à Marseille et mort le 18 septembre 2001 à Paris,, est un acteur français.
Il est principalement connu pour ses rôles de l'astronome Alfred Plume-Poussin dans l'émission pour enfants Les Visiteurs du mercredi et du gendarme Taupin dans l'avant-dernier film de la série du Gendarme, Le Gendarme et les Extra-terrestres (remplaçant ainsi Christian Marin dans un rôle équivalent).

## Biographie
Jean-Pierre Marcel Rambal est le fils de Willy Rambal (1902-1995) et de Joséphine Rambal (1904-1991). Il commence sa carrière dans les cabarets de la rive gauche où il joue un « numéro de timide » qui lui permet d’acquérir une petite notoriété. Il entame après une carrière théâtrale, jouant régulièrement dans des pièces de Marcel Aymé durant les années 1960.
Il apparaît pour la première fois au cinéma dans le film Le Saint mène la danse de Jacques Nahum puis enchaîne les petits rôles, en apparaissant souvent dans des films de Philippe de Broca,.
Sa « voix douce et son physique filiforme » deviennent familiers aux enfants lorsqu'il joue dans deux programmes destinés à la jeunesse : Les Visiteurs du mercredi (où il interprète un astronome nommé Alfred Plume-Coussin, ami des personnages Brok et Chnok) et la série La Lune Papa réalisée par Jean-Paul Carrère (dans laquelle il joue Monsieur Dubolet, le « papa » du titre). Il joue aussi, dans la série Papa Poule, le rôle de Charles, l'ami du personnage principal.
Lors d'un passage à l'émission Aujourd'hui Madame, dans un numéro consacré à la timidité, il est repéré par Louis de Funès, alors en train de chercher un acteur assez grand et mince pour jouer un personnage équivalent à celui joué par Christian Marin dans les précédents films du Gendarme de Saint-Tropez : il joue donc le personnage du gendarme Taupin dans le cinquième volet de la série, Le Gendarme et les Extra-terrestres, sorti en 1979.

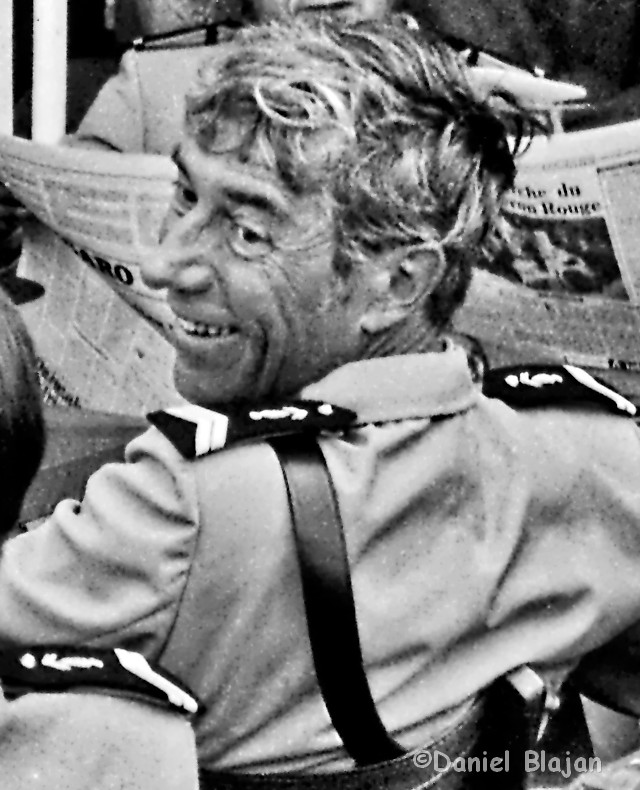
Jean-Pierre Rambal sur le tournage du film
Le Gendarme et les Extra-terrestres, en 1978.

Il participe aussi à un autre film de Jean Girault, La Soupe aux choux, toujours avec Louis de Funès, au début duquel il fait la narration. Trop occupé par le théâtre, il n'apparaît pas dans le dernier film de la série du Gendarme, Le Gendarme et les Gendarmettes , et est remplacé à son tour par Patrick Préjean.
Il joue plusieurs fois dans des pièces diffusées dans Au théâtre ce soir et termine sa carrière dans de petits rôles comme celui d'un pompiste dans Josepha de Christopher Frank ou du moine Cornélius dans Le Bon roi Dagobert de Dino Risi.
Jean-Pierre Rambal meurt le 18 septembre 2001 à Paris 19e à l'âge de 70 ans.

## Théâtre

### Années 1960
- 1960 : Les Cochons d'Inde d'Yves Jamiaque, mise en scène de l'auteur, Théâtre du Vieux-Colombier
- 1961 : Lawrence d'Arabie de Terence Rattigan, mise en scène Michel Vitold, Théâtre Sarah-Bernhardt
- 1961 : Les Maxibules de Marcel Aymé, mise en scène André Barsacq, Théâtre des Bouffes-Parisiens
- 1964 : Comment réussir dans les affaires sans vraiment se fatiguer de Frank Loesser et Abe Burrows, mise en scène Pierre Mondy, Théâtre de Paris
- 1964 : Le Minotaure de Marcel Aymé, mise en scène Jean Le Poulain, Théâtre des Bouffes-Parisiens
- 1965 : Les Barbares de Jacques Bedos, mise en scène Frédéric Valmain, Théâtre Charles de Rochefort
- 1965 : Pourquoi pas Vamos de Georges Conchon, mise en scène Jean Mercure, Théâtre Edouard VII
- 1967 : La Bonne Adresse de Marc Camoletti, mise en scène Christian-Gérard, Théâtre de la Potinière

### Années 1970
- 1971 : Auguste, Auguste, Auguste de Pavel Kohout, mise en scène Gabriel Garran, Théâtre de la Commune
- 1971 : Turandot ou le Congrès des blanchisseurs de Bertolt Brecht, mise en scène Georges Wilson, TNP Théâtre de Chaillot
- 1974 : The Tour de Nesles d'Alec Pierre Quince d'après Alexandre Dumas, mise en scène Archibald Panmach, Théâtre de la Porte-Saint-Martin
- 1974 : La Bande à Glouton de Jacques Fabbri & André Gillois, mise en scène Jacques Fabbri, Théâtre de l'Œuvre

### Années 1980 et 1990
- 1980 : Elephant Man de Bernard Pomerance, mise en scène Katherine Adamov, Théâtre de la Potinière
- 1981 : Et ta sœur ?... de Jean-Jacques Bricaire et Maurice Lasaygues, mise en scène Robert Manuel, Théâtre Daunou
- 1986 : Clérambard de Marcel Aymé, mise en scène Jacques Rosny, Comédie des Champs-Élysées
- 1989 : L'Illusionniste de Sacha Guitry, mise en scène Jean-Luc Moreau, Théâtre des Bouffes-Parisiens
- 1992 : Dédé de Henri Christiné et Albert Willemetz, mise en scène Jean-Paul Lucet, Théâtre des Célestins

## Filmographie

### Cinéma
- 1959 : Le Saint mène la danse de Jacques Nahum
- 1960 : Le Farceur de Philippe de Broca : Paul
- 1960 : Les Vieux de la vieille de Gilles Grangier : l'arbitre du match de football
- 1961 : Le Tracassin ou les Plaisirs de la ville d'Alex Joffé : l'homme à la banque, au restaurant, dans l'escalier...
- 1961 : Auguste de Pierre Chevalier
- 1962 : Les Veinards (sketche : Une nuit avec la vedette) de Philippe de Broca : le domestique
- 1962 : Mon oncle du Texas de Robert Guez
- 1963 : Chroniques anachroniques de Bernard Deflandre (court-métrage)
- 1964 : Cent briques et des tuiles de Pierre Grimblat
- 1964 : Lucky Jo de Michel Deville
- 1964 : Le Petit monstre de Jean-Paul Sassy (inédit)
- 1965 : Un milliard dans un billard de Nicolas Gessner : Un policier
- 1972 : L'Œuf de Jean Herman : Lucien
- 1973 : Le Magnifique de Philippe de Broca
- 1973 : Comme un pot de fraises de Jean Aurel : le chef de promotion
- 1974 : Soldat Duroc, ça va être ta fête de Michel Gérard : le lieutenant Heinz
- 1975 : Vous ne l'emporterez pas au paradis de François Dupont-Midy : le douanier Suisse
- 1975 : L'Incorrigible de Philippe de Broca : Lucien, le domestique d'Hélène
- 1976 : Madame Claude de Just Jaeckin : Alfredo
- 1977 : La Vie parisienne de Christian-Jaque : Hippolyte
- 1977 : Tendre Poulet de Philippe de Broca : un garçon de café
- 1977 : Le beaujolais nouveau est arrivé de Jean-Luc Voulfow
- 1977 : L'Horoscope de Jean Girault : le curé
- 1978 : Laisse-moi rêver de Robert Ménégoz : l'ordonnateur
- 1978 : Le Gendarme et les Extra-terrestres de Jean Girault : le maréchal des logis Taupin
- 1979 : Clair de femme de Costa-Gavras
- 1979 : La Fac en délire (Austern mit senf) de Franz Antel
- 1980 : Le Bar du téléphone de Claude Barrois : le laquais
- 1980 : Tendres Cousines de David Hamilton : Bazie, le facteur
- 1981 : Fais gaffe à la gaffe! de Paul Boujenah
- 1981 : Votre enfant m'intéresse de Jean-Michel Carré : un médecin
- 1981 : La Soupe aux choux de Jean Girault : le narrateur au début du film (voix)
- 1981 : Josepha de Christopher Frank : le pompiste
- 1984 : Le Bon roi Dagobert de Dino Risi : Cornélius
- 1990 : Le Secret de Sarah Tombelaine de Daniel Lacambre (voix seulement)
- 1990 : Mohamed Bertrand-Duval d'Alex Métayer : le passant sous la pluie

### Télévision
- 1965 : Les Cinq Dernières Minutes, épisode  Bonheur à tout prix  de Claude Loursais
- 1972 : Les Chemins de fer de Daniel Georgeot
- 1973 : Les Nouvelles Aventures de Vidocq, épisode "L'Épingle noire" de Marcel Bluwal
- 1973 : Le Jardinier de Antoine-Léonard Maestrati : Le second adjoint
- 1974 : Arsène Lupin, épisode Le Coffre-fort de madame Imbert: Benoît Imbert
- 1974 : Schulmeister, l'espion de l'empereur, épisode Un coup pour rien : Hugo, l'horloger Neuchâtelois
- 1974 : Le Pain noir de Serge Moati (feuilleton télévisé)
- 1974 : Les Cinq Dernières Minutes de Claude Loursais, épisode Les griffes de la colombe : Frère Serge
- 1975 : Les Compagnons d'Eleusis de Claude Grinberg
- 1975 : Messieurs les jurés : L'Affaire Lambert d'André Michel
- 1975 - 1976 : Les Visiteurs du mercredi :
- 1977 : La Lune Papa de Jean-Paul Carrère (série télévisée) : Monsieur Dubolet, la papa
- 1978 : Ciné-roman de Serge Moati
- 1980 - 1982 : Papa Poule de Roger Kahane (saisons 1 et 2) : Charles Chabard, l'ami de Papa poule
- 1988 : Maguy, saison 4, épisode Prince-moi, je rêve : Le prince

### Au théâtre ce soir
- 1977 : Les Filles de Jean Marsan, mise en scène de l'auteur, réalisation Pierre Sabbagh, Théâtre Marigny
- 1979 : Un jour j'ai rencontré la vérité de Félicien Marceau, mise en scène Raymond Gérôme, réalisation Pierre Sabbagh, Théâtre Marigny
- 1982 : Et ta sœur ? de Jean-Jacques Bricaire et Maurice Lasaygues, mise en scène Robert Manuel, réalisation Pierre Sabbagh, Théâtre Marigny

## Doublage
- 1975 - 1976 : Maya l'abeille : Max le ver de terre